# 音楽は恋人
『音楽は恋人』（おんがくはこいびと）は、1992年4月12日から1993年3月14日までNHK総合テレビで放送されていた音楽番組である。放送時間は毎週日曜 23:00 - 23:29 （日本標準時）。
ジャズ、シャンソン、カンツォーネ、ラテン音楽などの名曲を取り上げていた番組。パーソナリティは作曲家の羽田健太郎と冴木杏奈が出演していた。